# マラガ県
マラガ県（マラガけん、Provincia de Málaga）は、スペイン・アンダルシア州にある県。県都はマラガ。マラゲーニャという舞踊様式の発祥地である。

## 地理
カディス県、セビリア県、コルドバ県、グラナダ県と接している。南は地中海に面している。
マラガ県には9のコマルカ（郡）、100のムニシピオ（基礎自治体）がある。県都マラガ以外の主な都市としては、マルベージャ、ベレス＝マラガ、ミハス、トレモリーノス、エステポナ、アンテケーラ、ロンダなどがある。

### 人口
| マラガ県の人口推移 1900－2010                           |
|                                                         |
| 出典:INE（スペイン国立統計局）1900年 - 1991年、1996年 - |

## 歴史
1833年スペイン地方行政区分再編ではスペイン全土に49の県が設置された。この際にマラガ県も設置され、県都はマラガに定められた。
1939年から1975年のフランコ独裁体制化を経て、スペインの民主化移行期の1970年代末から1980年代初頭にはスペイン全土に17の自治州が設置された。1982年1月11日にはマラガ県など8県からなるアンダルシア州が発足した。

## 行政区画
マラガ県には101のムニシピオ（基礎自治体）がある。

### 主な自治体
| 順位 | 基礎自治体                   | 人口 (2010) |
| ---- | ---------------------------- | ----------- |
| 1    | マラガ                       | 568,507     |
| 2    | マルベージャ                 | 136,322     |
| 3    | ミハス                       | 76,362      |
| 4    | ベレス＝マラガ               | 75,623      |
| 5    | フエンヒローラ               | 71,783      |
| 6    | トレモリーノス               | 66,957      |
| 7    | エステポナ                   | 66,150      |
| 8    | ベナルマデナ                 | 61,383      |
| 9    | アンテケーラ                 | 45,234      |
| 10   | リンコン・デ・ラ・ビクトリア | 39,922      |

### 司法管轄区
県内は11の司法管轄区に分けられる。太字は中心自治体。
1. アンテケーラ司法管轄区[5] - アラメーダ、アルマルヘン、アンテケーラ、カンピージョス、カニェーテ・ラ・レアル、フエンテ・デ・ピエドラ、ウミジャデーロ、モジーナ、シエラ・デ・ジェグアス、テーバ、バジェ・デ・アブダラヒス、ビジャヌエバ・デ・ラ・コンセプション[6]
2. ベレス＝マラガ司法管轄区[7] - アルカウシン、アルマチャル、アレーナス、ベナマルゴーサ、ベナモカーラ、エル・ボルヘ、カニージャス・デ・アセイトゥーノ、コマーレス、クタル、イスナーテ、マチャラビアージャ、モクリネッホ、ペリアーナ、サラーレス、セデージャ、ベレス＝マラガ、ラ・ビニュエーラ
3. マラガ司法管轄区[8] - アルファルナーテ、アルファルナテーホ、アラウリン・デ・ラ・トーレ、アルモヒーア、アロラ、アロサイーナ、アルダーレス、カラトラーカ、カルタマ、カサベルメッハ、カサラボネーラ、コルメナール、マラガ、ピサーラ、リンコン・デ・ラ・ビクトリア、リオゴルド、トタラン、ジュンケーラ
4. ロンダ司法管轄区[9] - アルガトシン、アルパンデイレ、アリアーテ、アタハーテ、ベナダリード、ベナラウリーア、ベナオハン、ベナラバー、エル・ブルゴ、カルタヒーマ、コルテス・デ・ラ・フロンテーラ、クエバス・デル・ベセーロ、ファラハン、ガウシン、ヘナルグアシル、イグアレッハ、ヒメーラ・デ・リバル、フブリーケ、フスカル、モンテハーケ、パラウタ、プヘーラ、ロンダ
5. フエンヒローラ司法管轄区[10] - フエンヒローラ、ミハス
6. マルベージャ司法管轄区[11] - ベナアビス、イスタン、マルベージャ、オヘン
7. エステポナ司法管轄区[12] - カサーレス、エステポナ、マニルバ
8. トロックス司法管轄区[13] - アルガローボ、アルチェス、カニージャス・デ・アルバイダ、コンペタ、フリヒリアーナ、ネルハ、サジャロンガ、トロックス
9. コイン司法管轄区[14] - アラウリン・エル・グランデ、コイン、グアーロ、モンダ、トロックス
10. アルチドーナ司法管轄区[15] - アルチドーナ、クエバス・バッハス、クエバス・デ・サン・マルコス、ビジャヌエバ・デ・アルガイダス、ビジャヌエバ・デ・タピア、ビジャヌエバ・デル・ロサリオ、ビジャヌエバ・デル・トラブーコ
11. トレモリーノス司法管轄区[16] - ベナルマデナ、トレモリーノス

## 産業
主な産業は観光業であり、特にコスタ・デル・ソル（太陽海岸）のビーチにはヨーロッパの他国から多くの観光客が訪れる。アンテケーラ近郊には奇岩で知られるトルカル・デ・アンテケーラがある。